# Collegium Iuridicum (Krakau)

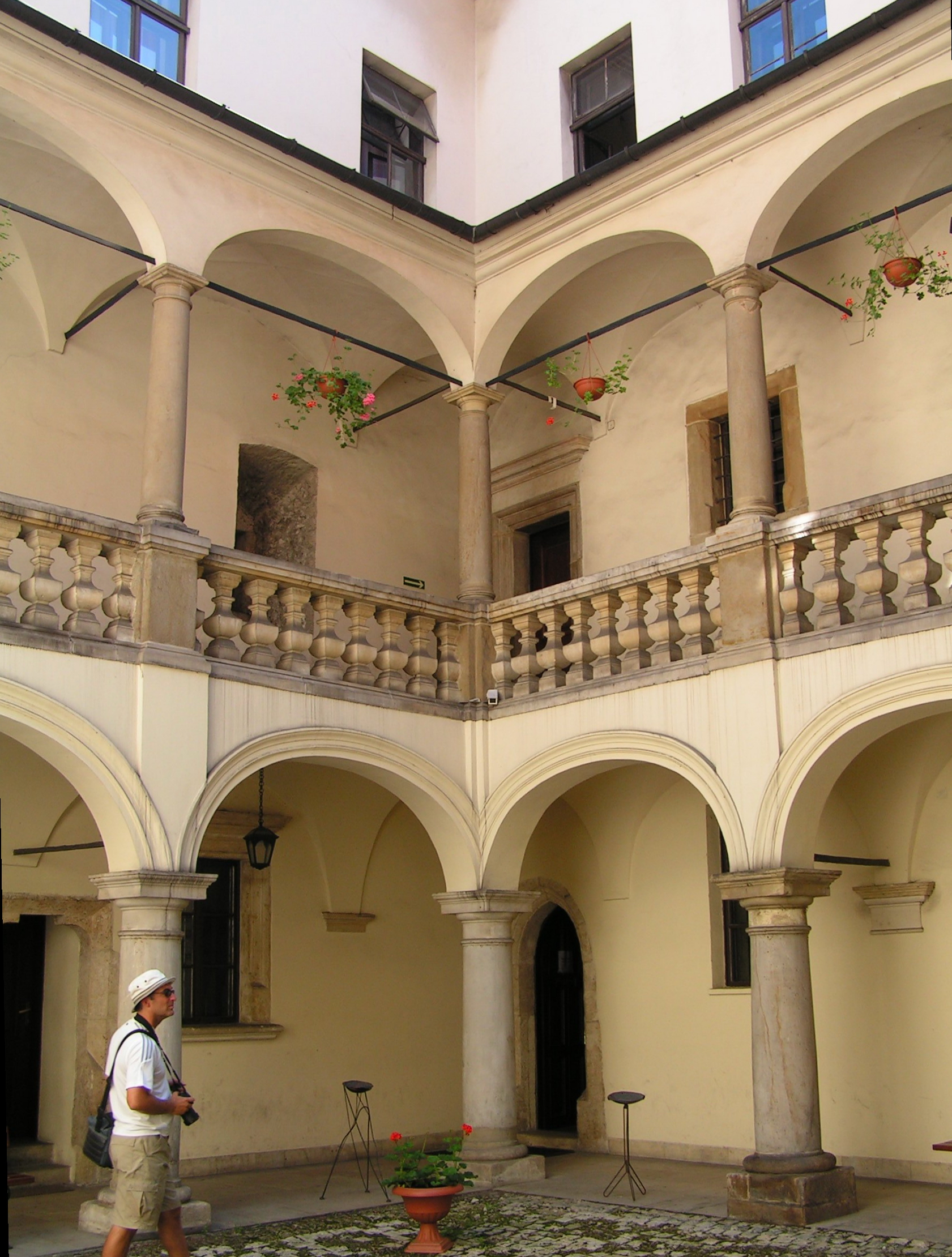
Collegium Iuridicum, Kreuzgang

Das Collegium Iuridicum ist eines der ältesten Gebäude der Jagiellonischen Universität in Krakau.

## Geschichte
Die Universität Krakau wurde 1364 gegründet. 1403 und 1406 erwarb die Universität zwei gotische Gebäude am Maria-Magdalena-Platz. Die Universität fügte beide Gebäude zusammen und nutzte sie für die juristische Fakultät. In der Renaissance wurde der Innenhof mit Arkaden ausgebaut und ein frühbarockes Portal angefügt. Das Gebäude wird weiterhin von der Universität genutzt. Es beherbergt auch eine Ausstellung. 1996 wurde im Innenhof eine Plastik von Igor Mitoraj aufgestellt.